# Приводной ремень

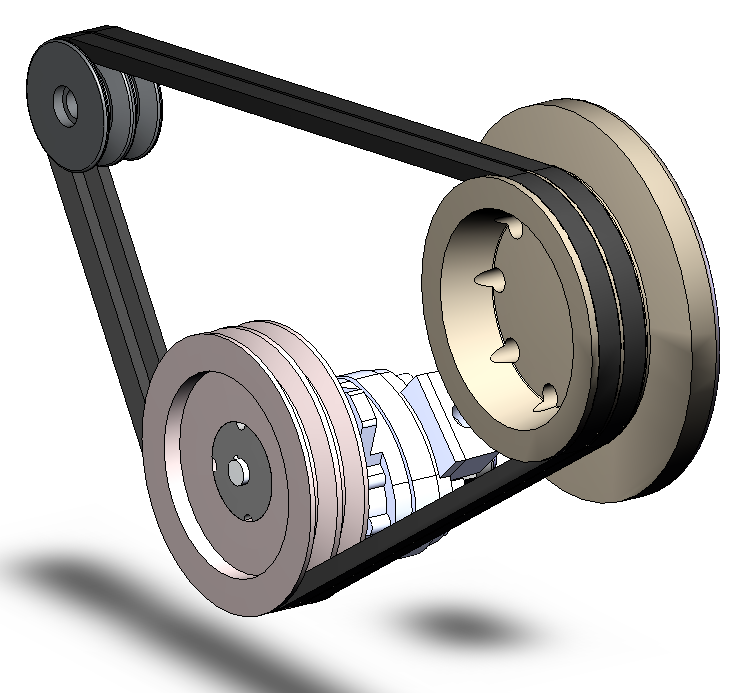
Клиновые ремни

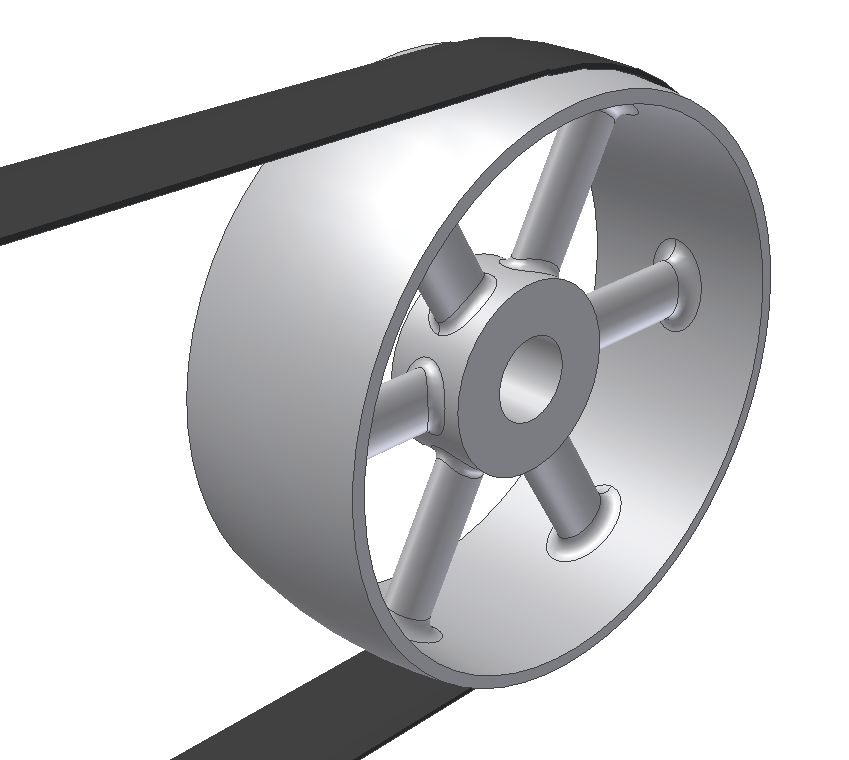
Плоский ремень

Приводно́й реме́нь — элемент ременной передачи, рабочая деталь машин и механизмов, которая служит для передачи крутящего момента. Передача крутящего момента происходит за счёт сил трения или сил зацепления (зубчатые ремни).

## Классификация
- По способу передачи механической энергии:
  - трением;
  - зацеплением.
- По виду ремней:
  - плоские ремни;
  - клиновые ремни;
    - вариаторные;
    - вентиляторные ремни;
    - многоручьевые;

  - поликлиновые ремни;
  - зубчатые ремни;
  - тяговые;
  - транспортировочные (Конвейерная лента);
  - протяжные;
  - ремни круглого сечения (пассик).

### Пассики

Различные способы установки пассика

Па́ссик  (от польского pasek — ремешок) — приводной ремень круглого (симметричного) сечения в ремённом приводе. Как правило, изготавливаются из резины или полимерных материалов. Чаще всего используются в электронных устройствах, в магнитофонах, электрофонах. Пассик передаёт вращение c ведущего шкива электродвигателя на ведомый шкив тонвала, подкассетника и т. п. Пассик эффективно сглаживает (демпфирует) колебания угловой скорости вращения электродвигателя, тем самым снижая детонацию.
Слово «пассик» получило широкое распространение в СССР в 80-х годах, когда в советских проигрывателях виниловых пластинок стали применять ЭПУ UNITRA производства Польши. В них, передача от двигателя к диску передавалась ремешком, в отличие от подавляющего большинства советских проигрывателей, где использовался обрезиненный ролик. По-польски ремешок — pasek. В то же время, в инструкциях на отечественную бытовую радиоэлектронную аппаратуру слово пассик употреблялось и ранее.
Срок службы пассика ограничен не только механическим износом, но и старением собственно материала: резина и другие синтетические полимеры со временем высыхают, разлагаются с изменением коэффициента трения и эластичности. Нерасчётная смазка в канавке шкива также может испортить пассик.

## История
Именно ремни и ременные передачи исторически были первыми приводами (в русском происхождении) — механизмами доставлявшими энергию от реки (воды) к оборудованию на фабрике.

## См. также

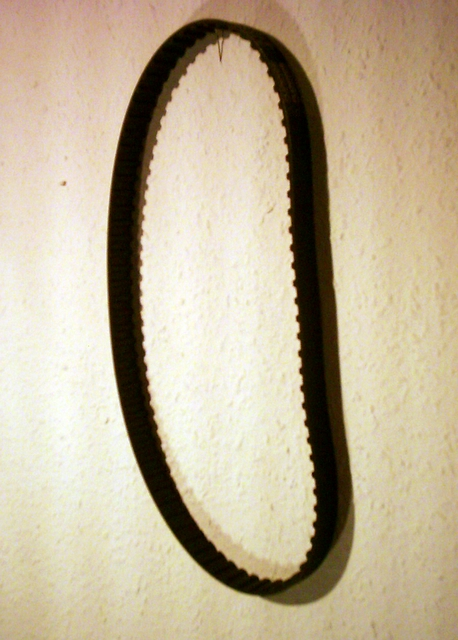
Зубчатый приводной ремень (timing belt)